# Косатка
Косатките (Orcinus orca) са най-големите представители на семейство Делфинови. Срещат се във всички океани и са бозайниците с най-голям ареал, след човека. Косатката е хищник и се храни с риба, костенурки, птици, тюлени, акули и дори други млади или дребни китове. Това поставя косатката на върха на морската хранителна верига.

## Таксономия и еволюция
Косатката е единственият вид на род Orcinus. Тя е един от тридесет и петте вида на семейство Делфинови. Както родът на кашалота Physeter, Orcinus е род с един много разпространен вид без преки генеалогични съседи, поради което палеонтолозите смятат, че косатката е основен кандидат за вид с анагенетична еволюционна история, т.е. еволюция от прародителски видове към видове-потомци без разклонения в родословието. Ако е вярно, това би направило косатката един от най-старите видове делфини, като не е изключено тя да е стара колкото самото семейство, за което се смята, че датира от преди поне пет милиона години.

## Физически характеристики
Косатките имат характерна окраска с черен гръб, бели гърди и корем с две извити бели ивици от двете страни и бяло петно над и зад окото. Имат тежко и набито тяло и голяма гръбна перка. Мъжките обикновено достигат 8 m дължина и тегло над 6 тона. Женските са по-дребни и достигат 7 m и тегло около 5 тона. Най-голямата описана мъжка косатка е с дължина 9,8 m и тегло над 10 тона, а най-голямата женска е с дължина 8,5 m и тегло 7,5 тона. При раждането си малките са около 180 kg и дълги към 2,4 m. С дължина около 1,8 m гръбната перка на мъжките е по-дълга и по-изправена, отколкото на женските.
Едрите мъжки косатки имат много специфичен вид и е трудно да бъдат сбъркани с някое друго морско животно. Гледани от разстояние, женските и малките могат да бъдат объркани с различни други видове, като например делфина на Рисо.
На долната и горната челюст има от 10 до 13 зъба от всяка страна.
Повечето сведения за живота на косатките са получени от дългосрочни изследвания на популациите по крайбрежието на Британска Колумбия и Вашингтон и от наблюдения на косатки в плен. Поради пълнотата на изследванията и силното структуриране на стадата в тези популации, информацията е подробна и точна. Въпреки това преходни групи и групи в други океани могат да имат леко отличаващи се характеристики.

## Ареал
Косатката е бозайникът с втория по големина ареал след човека. Тя се среща във всички океани и повечето морета, включително (необичайно за китоподобните) в Средиземно и Арабско море. Тя все пак предпочита по-хладните умерени и полярни райони. Макар че понякога е забелязвана в дълбоки води, крайбрежието като цяло е предпочитано пред открито море.
Косатките имат особено висока концентрация в североизточната част на Тихия океан, където Канада се извива към Аляска, по крайбрежието на Исландия и на Северна Норвегия. Те често се срещат в антарктически води чак до ледената кора и се смята, че навлизат под нея, дишайки във въздушни джобове, както белугата. В Арктика косатките рядко се срещат през зимата и не се доближават до ледената кора. Те посещават тези води през лятото.
Данните за присъствието им в открито море и в тропическите води са по-редки, но не необичайни. Те показват, че косатката може да живее при почти всякакви температури на водата. Не съществуват оценки за общата световна популация. Местните оценки са за около 75 000 в Антарктика, 8000 в тропическия Тихи океан, до 2000 около Япония, 1500 в североизточната част на Тихия океан и 1500 около Норвегия. Ако се добави много груба оценка за непроучените райони, общият брой би могъл да е около 100 000.

## Обществени отношения
Косатките имат сложна система на обществена организация. Основната единица е матрилинеарна и се състои от една женска (матриарх) и нейните потомци. Групата се състои от синовете и дъщерите на майката, синовете и дъщерите на нейните дъщери и така нататък по родословното дърво. Тъй като женските могат да живеят до 90 години, не е необичайно четири или дори пет поколения косатки да живеят в една и съща група. Тези матрилинеарни групи са много устойчиви във времето. Индивидите се отделят от групата само за по няколко часа, за да се чифтосват или да търсят храна. Няма данни за постоянно пропъждане на индивид от неговата матрилинеарна група. Средният размер на тези групи в североизточната част на Тихия океан е от 9 животни.
Матрилинеарните групи имат склонност да се събират с малък брой други такива групи, образувайки стадо, състоящо се средно от около 18 животни. Всички членове на стадото имат един и същ диалект (вижте секцията за звуците по-долу) и се състоят от близкородствени матрилинеарни фрагменти. За разлика от матрилинеарните групи, стадата понякога се разделят за дни и седмици в търсене на храна, преди да се съберат отново. Най-голямото регистрирано стадо е от 49 животни.
Следващото ниво на групиране е кланът. Той се състои от стадата със сходен диалект. Изглежда връзката между тях отново е родствена, като те се състоят от части от семейства с общи предци по майчина линия. Различни кланове могат да обитават една и съща географска област. Често са регистрирани стада от различни кланове, пътуващи заедно. Когато стадата се събират, за да пътуват като клан, те се поздравяват, образувайки две успоредни редици едни срещу други преди да се смесят.
Последният слой на асоцииране, може би най-произволният и създаден от хората, за разлика от другите естествени разделения, се нарича общност и се дефинира като група кланове, за които редовно се наблюдава да се смесват помежду си. Общностите нямат специфични семейни или звукови характеристики.
В североизточната част на Тихия океан са идентифицирани три общности:
- Южна общност (1 клан, 3 стада, 83 косатки към 2000)
- Северна общност (3 клана, 16 стада, 214 косатки към 2000)
- Южноаляска общност (2 клана, 11 стада, 211 косатки към 2000)

Трябва да се подчертае, че тези йерархии са валидни само за постоянно пребиваващите групи. Пътуващите, хранещи се с бозайници, групи като цяло са по-малки, защото, макар че също са матрилинеарни, мъжките по-често се отделят, за да живеят сами. Въпреки това и пътуващите групи имат известна връзка, дължаща се на техния диалект.

### Звуци
Както и другите делфини, косатките са животни, използващи много звуци. Те издават разнообразие от щракания и свиркания, които се използват за комуникация и ехолокация. Видовете звуци се изменят, според тяхната дейност. Когато почиват, както може да се очаква, те са много по-тихи, рядко издавайки звук, различен от тези при по-активна дейност.
Постоянно пребиваващите стада издават много повече звуци от пътуващите групи. Учените предполагат, че има две основни причини за това. Първо, те остават в една и съща група много по-дълго, като развиват по-сложни обществени взаимоотношения. Пътуващите групи остават заедно не толкова редовно, обикновено само за часове или дни, и затова комуникират по-малко. Второ, пътуващите косатки много по-често ловуват морски бозайници, от предпочитащите риба постоянно пребиваващи популации. Косатките, ловуващи бозайници, трябва да бъдат по-тихи, за да не бъдат разкрити от своята плячка. По тази причина косатките, които ловуват, обикновено издават само единично щракане за ехолокация, а не дългите поредици от щракания, наблюдавани при други видове.
Постоянно пребиваващите стада имат регионални диалекти. Всяко стадо има собствена песен или групи от особени свиркания и щракания, които повтаря отново и отново. Всеки член на стадото изглежда познава всички песни на стадото, така че отделното животно се идентифицира не със самия си глас, а само с диалектната група. Дадена песен може да бъде позната само за дадена група или да е споделена между няколко. Степента, в която две групи споделят своите песни, изглежда зависи от тяхната родствена близост, а не от географската. Две групи, които имат общи предци, но са израснали на разстояние, вероятно ще имат сходни песни.

## Хранене
Косатките ловуват разнообразни видове. Всяка популация има склонност да се специализира в определени видове плячка, като дори игнорира друга потенциална храна. Например, някои популации в норвежки и гренландски води се специализират в херингата и всяка есен следват миграционния път на тази риба до норвежкия бряг. Други популации в района ловят тюлени. Косатките са единствените бозайници с такава специализация на храненето.
Косатките са и единствените китоподобни, които редовно ловуват други китоподобни. Двадесет и два вида са регистрирани като тяхна плячка чрез изследване на стомашното съдържание, на белези по телата на други китоподобни или чрез пряко наблюдение на храненето. Стада косатки дори ловуват по-едри китове, като Balaenoptera physalus (Финвал), Balaenoptera acutorostrata (Минвал, Кит на Минк, Малък ивичест кит), сиви китове и дори млади сини китове.
Регистрирани са и случаи на канибализъм при косатките. Изследване, проведено в умерените райони на Южния Тихи океан през 1975, регистрира две мъжки косатки, чиито стомаси съдържат останки на други косатки. От 30-те животни, уловени и проучени при това изследване, 11 имат празни стомаси – необичайно висок процент, показващ, че косатките са подтикнати към канибализъм от липсата на храна.
Най-често косатките ловуват тридесетина вида риба, най-вече сьомга, херинга, тон, Oncorhynchus tshawytscha (Кралска сьомга, чавича) и Oncorhynchus kisutch (Кижуч). Cetorhinus maximus (Гигантска акула), Carcharhinus longimanus (Дългокрила акула), а много рядко дори Carcharodon carcharias (Бяла акула), се ловят от косатките, заради много хранителния им черен дроб. Смята се, че при лова на тези акули има и известен елемент на елиминиране на конкуренцията. Други морски бозайници, включително повечето видове тюлени, също се ловят от полярните популации. Моржът и морската видра са по-рядка плячка. Косатките ловуват и седем вида птици, включително всички видове пингвини, а също и морски птици като корморана. Главоноги, като октоподите и голямо разнообразие сепии, също са сред тяхната храна.
Косатките са много изобретателни и игриви, когато убиват. Понякога си подхвърлят във въздуха тюлени, за да ги зашеметят и убият. Докато сьомгата обикновено се лови от отделна косатка или малка група индивиди, херингата често се улавя, като косатките я събират в плътна топка, плашейки я с въздушни мехурчета или показвайки бялата си долна страна. След това косатките удрят топката с опашните си перки, като при успешен удар зашеметяват или убиват по 10 – 15 херинги, които изяждат една по една. Това поведение е документирано само при норвежката популация от косатки, както и при някои океански видове делфини.
Популациите по света иползват и по-специализирани техники на хранене. В Патагония косатките се хранят с малките на морски лъвове и морски слонове, като ги преследват към брега, дори излизайки временно на сушата. Косатките издебват тюлени, почиващи върху ледени блокове, след което предизвикват вълна, за да ги смъкнат от там във водата, където втора косатка ги причаква и убива.
Средно дневно косатките изяждат 60 кг храна. При това голямо разнообразие от плячка и без врагове, освен човека, косатката е на самия връх на хранителната верига.

## Размножаване и развитие
Женските косатки достигат зрелост на възраст около 15 години. От този момент те имат периоди на полиестрозни цикли, редуващи се с нециклични периоди с продължителност от три до шест месеца. Бременността продължава от петнадесет до осемнадесет месеца. Майките раждат по едно малко приблизително веднъж на пет години. При изследваните постоянно пребиваващи стада раждането става по всяко време на годината, най-често през зимните месеци. Смъртността на новородените е много висока – според едно изследване почти половината от малките не достигат шестмесечна възраст. Малките сучат до две години, но започват да приемат твърда храна на около година. Майките раждат до около 40-годишна възраст, което прави средно по пет малки за целия им жизнен цикъл. Женските обикновено живеят до 50 години, но в някои случаи достигат до 80 или 90-годишна възраст. Мъжките стават полово активни на 15 години и живеят средно до 30, в отделни случаи до 50 години.

## Косатките в историята
Въпреки че са научно идентифицирани като вид едва през 1758 година, косатките са известни на човека от предисторически времена. Пустинната култура Наска, създала линиите на платото Наска, е изобразила косатка в периода между 200 пр.н.е. и 600 г.
Първото описание на косатка е дадено в Естествена история на Плиний Стари, писана около 50 пр.н.е. Още по това време е добре изграден образът на непобедимост на хранещата се с всичко косатка. След като наблюдава убиването на кит, изхвърлен на сушата близо до Рим, Плиний пише: "Косатките, видът на които не може да бъде описан другояче, освен като огромна маса дива плът със зъби, са враг на [другите китове]... нападат ги и ги пробождат като тарана на боен кораб."
Местните жители на северното тихоокеанско крайбрежие на Америка, като тлингит, хайда и цимшиан, често изобразяват косатки в своята религия и изкуство.

## Косатките и съвременният човек

### Лов
Косатките се превръщат в обект на промишления лов на китове в средата на 20 век, когато броят на по-едрите видове намалява. Промишленият лов на косатки е прекратен през 1981 г. с въвеждането на забрана за лов на всякакви китове. Въпреки че от таксономична гледна точка косатката е делфин, а не кит, тя е достатъчно голяма, за да попадне обхвата на Международната комисия по лов на китове.
Най-големият ловец на косатки е Норвегия, която между 1938 и 1981 г. улавя средно по 56 животни годишно. Япония лови средно по 43 животни от 1946 до 1981 година. Данни за периода на войната няма, но вероятно са много по-ниски. Съветският съюз улавя по няколко животни годишно в Антарктика с изключение на 1980 г., когато са уловени 916.
Днес никоя страна не провежда значим лов. Япония обикновено улавя по няколко индивида годишно за своята противоречива програма за научни изследвания. Подобно ниско ниво на лов на китове за прехранване се извършва от Индонезия и Гренландия. Освен лова за месо, косатките са убивани и заради тяхната конкуренция с риболовците. През 1950-те военновъздушните сили на САЩ, по искане на правителството на Исландия, използват бомбардировачи и стрелци, за да избиват косатки в исландски води, защото те унищожават ловената от хората риба. Тази операция предизвиква продължаващи до днес дискусии за причините за намаляването на рибата в Северния Атлантик.
Понякога косатките са убивани и от страх от тяхната репутация. Няма известни случаи на хора, нападани от живеещи на свобода косатки, но моряците в Аляска понякога убиват животните, загрижени за собствения си живот. Принос за това има и името на косатките на английски – „killer whale“ („кит убиец“).

### Затваряне
Интелигентността, склонността към дресиране, поразяващата външност, игривостта и големия размер на косатките ги превръщат в популярен експонат за аквариуми и други водни развлекателни центрове. Първата уловена и изложена косатка е от 1964 във Ванкувър. През следващите 15 години 60 – 70 косатки са уловени в Тихия океан с тази цел. В края на 1970-те и първата половина на 1980-те косатките обикновено са улавяни от исландски води (50 между 1980 и 1985). Оттогава насам косатките успешно се размножават затворени и улавянето на диви екземпляри е значително по-рядко. Затворените косатки могат да развият патологии като колапс на гръбната перка, наблюдаван при 60 – 90% от затворените мъжки.
Наблюдавани са инциденти със затворени косатки, нападащи хора. През 1991 група косатки убива дресьорка на име Келти Байрн във Виктория, явно не разбирайки, че тя не може да оцелее под водата. През 1999 в Орландо една от същите косатки може би убива турист, промъкнал се в басейна през нощта, макар че е възможно той да е починал от хипотермия. В края на юли 2004, по време на представление в Сан Антонио, косатка избутва дресьора си от десет години под водата и му препречва пътя към края на басейна. Дресьорът е спасен от ядосаното животно след няколко минути.

### Масова култура
До края на 1970-те косатките са описвани негативно в художествената литература и киното като ненаситни хищници, които принуждават героя да се намеси и да помогне на гоненото животно да се измъкне. Най-крайният пример е зле приетият филм Косатка (1977), който разказва историята на мъжка косатка, изпаднала в отмъстителна ярост, след като партньорката му е убита от хора – явен опит за копиране на успеха на Челюсти.
Засилените изследвания на животното и популярността му в публични представления, довеждат до рязка промяна в неговия популярен образ. Чувствата към него се променят и то се разглежда като уважаван хищник, който не заплашва особено хората, така както с времето се променя и образа на северноамериканския вълк, например.
Филмът Волният Уили (1993) вече се фокусира върху освобождаването на пленена косатка. Косатката, участваща във филма, Кейко, първоначално е уловена в исландски води. След период на възстановяване в Нюпорт, тя е върната в Северния Атлантик, нейната естествена среда, но остава зависима от хората до смъртта си на 12 декември 2003.

### Екологични заплахи
Нефтеният разлив на танкера „Ексон Валдес“ е особено неблагоприятен за популацията на косатките в Аляска. Едно стадо попада в разлива и, макар че успява да се измъкне от него, 11 животни (около половината) умират през следващите дни и седмици. Разливът оказва дългосрочно влияние, намалявайки количеството на храната, например сьомгата, и така довежда до намаляване на местната популация. През декември 2004 учени обявяват, че стадото вече е намаляло до седем животни, като изобщо не се е размножавало от разлива насам.
Подобно на други животни от горните нива на хранителната верига, косатката е особено чувствителна към отравяне чрез натрупване на полихлоринирани бифенили в тялото. Изследване на животни по крайбрежието на Вашингтон откриват при косатките нива на PCB по-високи, отколкото при европейските обикновени тюлени (Phoca vitulina), отровени от химикала. Въпреки това няма симптоми на заболяване при тези косатки.
Други влияния върху косатките са засиленото наблюдение на китове от туристи, което според някои изследвания изменя тяхното поведение. Силните шумове от корабите са принудили някои групи косатки да променят честотата на звуците си.